# Замена (филм из 1996)
Замена (енгл. The Substitute) је акциони криминалистички трилер филм Роберта Мендела из 1996. године. У филму глуме Том Беринџер, Ерни Хадсон и Марк Ентони.
Снимљена су три наставка директно на ДВД, а Трит Вилијамс  је заменио Тома Беринџера.

## Радња
Џонатан Шејл, плаћеник и вијетнамски ветеран, враћа се кући у Мајами после неуспеле операције на Куби у којој су погинула три члана његовог одреда. Када стигне, изненади своју девојку Џејн Хецко, која је срећна што га види. Џејнина школа у Коламбасу, где Џејн ради као учитељица, има проблема са тинејџерским уличним бандама. Шеф банде „Краљеви уништења”, Хуан Лукас, прети Џејн насиљем ако не престане да гура нос у послове банде. Једног дана, док је џогирала, Хецко је напао припадник банде и сломио јој ногу. Сада, током лечења Џејн Хецко, потребна је замена у школи. Сумњајући да је Лукас умешан у напад, а пошто за Хецко сада нема замене, Шејл се тајно запосли као наставник у школи.
У почетку, Шејл је шокиран начином на који ствари иду у школи. Првог дана мучи се са тешким ученицима, али одлучује да искористи своју светску мудрост и војну тактику како би дошао до предности. Следећи пут када га нападну ученици на часу, он показује вештине самоодбране и ученици га слушају. Упркос упозорењу директора Клода Рола да су такве методе неприхватљиве, Шејл се приближава ученицима повлачећи паралеле између њиховог порекла и банди и учешћа у Вијетнамском рату и њихове умешаности у ситни криминал и уличне банде, заслужујући поштовање ученика тако у раду. За то време, он проналази заједнички језик са школским учитељем Дарелом Шерманом и налеће на Лукаса, за којег се испоставило да је један од његових ученика.
Сумњајући да нешто није у реду у школи, Шејл поставља надзорне камере по целој згради и сазнаје да је Лукас инсценирао напад на Хецко и да тајно помаже Ролу да дистрибуира кокаин за велики нарко ланац у Мајамију. Шејл и његов тим упадају међу дилере дроге током њиховог сусрета, а новац узет од дилера користе за куповину музичких инструмената и спортске опреме за школу. Шејл говори Шерману о Лукасовој и Роловој вези са дилерима дроге, али он не верује Шејлу и оптужује га за расизам и покушај да омаловажи сва добра Ролова достигнућа (што је Рол учинио само да би одвратио све сумње од себе и отворио пут за прање новца за своје криминалне послове). Истог дана, Шерман и ученик случајно су сведоци утовара дроге у школски аутобус. Шерман каже ученику да упозори Шејла и Хецко и одвлачи пажњу криминалцима жртвујући себе.
Рол, који сазна за Шејлову интервенцију, наређује да дилери инсценирају саобраћајну несрећу за Шејла и шаље Лукаса на Хецко. Шејл и Браун, спасавајући Хецко, убијају Лукаса и сазнају све о убиству Шермана у школи. Шејл и његов тим се укопају у школи да би узвратили преосталим члановима „КУ банде”, плаћеницима компаније „Јанус” и самом Ролу. На крају, Шејл и Џои Сикс убијају све криминалце и као једини преживели у пуцњави, шетају улицом даље од школског круга, разговарајући о будућим операцијама где ће они бити наставници на замени.

## Улоге
| Глумац          | Улога        |
| --------------- | ------------ |
| Том Беринџер    | Џонатан Шејл |
| Ерни Хадсон     | Клод Рол     |
| Дајен Венора    | Џејн Хецко   |
| Глен Пламер     | Дарел Шерман |
| Марк Ентони     | Хуан Лакас   |
| Клиф Де Јанг    | Мет Волсон   |
| Ричард Брукс    | Вилман       |
| Рејмонд Круз    | Џои Сикс     |
| Луис Гузман     | Рем          |
| Вилијам Форсајт | Холанд       |